# Lovebars (singolo)
Lovebars è un singolo dei cantanti italiani Coez e Frah Quintale, pubblicato il 3 maggio 2024 come quarto estratto dal loro primo album in studio collaborativo omonimo.

## Descrizione
La canzone contiene un campionamento di Hey Love di Maria Sanchez (2022).

## Video musicale
Il videoclip del brano è stato pubblicato l'8 settembre 2023, ed è stato diretto da Tommaso Biagetti e Amedeo Zancanella.

## Tracce
1. Lovebars – 2:45